# Điệt Bộ
Điệt Bộ (chữ Tạng: ཐེ་བོ་རྫོང་།, chữ Hán phồn thể: 迭部縣, chữ Hán giản thể: 迭部县, âm Hán Việt: Điệt Bộ huyện) là một huyện thuộc châu tự trị dân tộc Tạng Cam Nam, tỉnh Cam Túc, Cộng hòa Nhân dân Trung Hoa. Huyện này có diện tích 5108 ki-lô-mét vuông, dân số 56.400 người. Huyện này có 54% diện tích là rừng bao phủ, là nơi sinh sống của gấu trúc. Hiện ở đây có khu bảo tồn gấu trúc.

## Khí hậu
| Dữ liệu khí hậu của Điệt Bộ              | Dữ liệu khí hậu của Điệt Bộ | Dữ liệu khí hậu của Điệt Bộ | Dữ liệu khí hậu của Điệt Bộ | Dữ liệu khí hậu của Điệt Bộ | Dữ liệu khí hậu của Điệt Bộ | Dữ liệu khí hậu của Điệt Bộ | Dữ liệu khí hậu của Điệt Bộ | Dữ liệu khí hậu của Điệt Bộ | Dữ liệu khí hậu của Điệt Bộ | Dữ liệu khí hậu của Điệt Bộ | Dữ liệu khí hậu của Điệt Bộ | Dữ liệu khí hậu của Điệt Bộ | Dữ liệu khí hậu của Điệt Bộ |
| Tháng                                    | 1                           | 2                           | 3                           | 4                           | 5                           | 6                           | 7                           | 8                           | 9                           | 10                          | 11                          | 12                          | Năm                         |
| ---------------------------------------- | --------------------------- | --------------------------- | --------------------------- | --------------------------- | --------------------------- | --------------------------- | --------------------------- | --------------------------- | --------------------------- | --------------------------- | --------------------------- | --------------------------- | --------------------------- |
| Cao kỉ lục °C (°F)                       | 21.0 (69.8)                 | 23.6 (74.5)                 | 28.7 (83.7)                 | 33.9 (93.0)                 | 32.7 (90.9)                 | 33.3 (91.9)                 | 35.5 (95.9)                 | 34.5 (94.1)                 | 32.7 (90.9)                 | 25.7 (78.3)                 | 21.7 (71.1)                 | 17.4 (63.3)                 | 35.5 (95.9)                 |
| Trung bình ngày tối đa °C (°F)           | 6.7 (44.1)                  | 10.1 (50.2)                 | 14.2 (57.6)                 | 18.5 (65.3)                 | 20.9 (69.6)                 | 23.3 (73.9)                 | 25.7 (78.3)                 | 25.6 (78.1)                 | 21.0 (69.8)                 | 16.0 (60.8)                 | 12.5 (54.5)                 | 7.7 (45.9)                  | 16.8 (62.3)                 |
| Trung bình ngày °C (°F)                  | −3.2 (26.2)                 | 0.4 (32.7)                  | 4.6 (40.3)                  | 9.1 (48.4)                  | 12.2 (54.0)                 | 15.2 (59.4)                 | 17.5 (63.5)                 | 17.1 (62.8)                 | 13.4 (56.1)                 | 8.0 (46.4)                  | 2.5 (36.5)                  | −2.4 (27.7)                 | 7.9 (46.2)                  |
| Tối thiểu trung bình ngày °C (°F)        | −9.9 (14.2)                 | −6.4 (20.5)                 | −2.1 (28.2)                 | 1.9 (35.4)                  | 5.6 (42.1)                  | 9.2 (48.6)                  | 11.6 (52.9)                 | 11.4 (52.5)                 | 8.7 (47.7)                  | 3.2 (37.8)                  | −3.8 (25.2)                 | −9.0 (15.8)                 | 1.7 (35.1)                  |
| Thấp kỉ lục °C (°F)                      | −18.9 (−2.0)                | −17.8 (0.0)                 | −17.1 (1.2)                 | −7.0 (19.4)                 | −2.9 (26.8)                 | −0.4 (31.3)                 | 2.6 (36.7)                  | 2.6 (36.7)                  | −2.0 (28.4)                 | −8.2 (17.2)                 | −14.1 (6.6)                 | −19.9 (−3.8)                | −19.9 (−3.8)                |
| Lượng Giáng thủy trung bình mm (inches)  | 3.1 (0.12)                  | 5.0 (0.20)                  | 13.9 (0.55)                 | 37.1 (1.46)                 | 84.4 (3.32)                 | 80.9 (3.19)                 | 104.3 (4.11)                | 98.3 (3.87)                 | 92.8 (3.65)                 | 48.5 (1.91)                 | 7.8 (0.31)                  | 1.4 (0.06)                  | 577.5 (22.75)               |
| Số ngày giáng thủy trung bình (≥ 0.1 mm) | 4.1                         | 3.9                         | 8.6                         | 11.7                        | 16.8                        | 17.9                        | 16.9                        | 15.1                        | 16.5                        | 14.4                        | 4.3                         | 2.1                         | 132.3                       |
| Số ngày tuyết rơi trung bình             | 6.8                         | 5.9                         | 8.3                         | 2.5                         | 0.2                         | 0                           | 0                           | 0                           | 0.1                         | 1.4                         | 3.2                         | 3.5                         | 31.9                        |
| Độ ẩm tương đối trung bình (%)           | 52                          | 51                          | 55                          | 57                          | 64                          | 70                          | 71                          | 71                          | 75                          | 73                          | 62                          | 55                          | 63                          |
| Số giờ nắng trung bình tháng             | 199.1                       | 181.8                       | 203.0                       | 203.8                       | 201.4                       | 180.4                       | 200.6                       | 199.9                       | 149.4                       | 161.6                       | 194.3                       | 199.4                       | 2.274,7                     |
| Phần trăm nắng có thể                    | 63                          | 58                          | 54                          | 52                          | 46                          | 42                          | 46                          | 49                          | 41                          | 47                          | 63                          | 65                          | 52                          |
| Nguồn: Cục Khí tượng Trung Quốc          |                             |                             |                             |                             |                             |                             |                             |                             |                             |                             |                             |                             |                             |